# フワグ・カング・マンアムバ
『フワグ・カング・マンアムバ』（タガログ語: Huwag Kang Mangamba）は、フィリピンのテレビドラマ。2021年3月22日、 カパミリア・チャンネル、A2Z、TV5で初公開された。
タイトルの意味は「恐れることはありません」。

## 登場人物
ミラ・クルーズ
演：アンドレア・ブリジャンテス
ジョイ・コルデロ
演：フランシーヌ・ディアス
ピオ・デロス・レイエス
演：セス・フェデリン
ラファエル「ラファ」アドヴィンクラ
演：カイル・エチャーリ